# Lan (Einheit)
Der Lan, auch Länn, war ein Längenmaß in Rangun, einer Stadt in Birma, dem heutigen Myanmar. Lan galt als Klaftermaß.
- 1 Lan = 4 Taongs = 8 Thwas = 12 Maiks = 48 Mujahs = 1,94052 Meter (errechnet)
- 1 Taong/Elle = 215,057 Pariser Linien = 0,48513 Meter